# بکوند
بکوند (به آلمانی: Bekond) یک شهر در آلمان است که در تریر-زاربورگ واقع شده‌است. بکوند ۷۹۷ نفر جمعیت دارد.